# Ilia Kovaltchouk
Pour les articles homonymes, voir Kovaltchouk.
Ilia Valerievitch Kovaltchouk — en russe Илья Валерьевич Ковальчук et en anglais : Ilya Kovalchuk –, né le 15 avril 1983 à Kalinine, actuelle Tver, en Union soviétique, est un joueur professionnel russe de hockey sur glace qui évoluait au poste d'ailier.

## Biographie

### Débuts professionnels en Russie
Kovaltchouk joue sa première saison professionnelle en 1999-2000 avec son club formateur, le HK Spartak Moscou, en Vyschaïa Liga, le deuxième échelon russe. En 49 parties, le joueur de 16 ans réalise 17 points, dont 12 buts. À l'issue de la saison, il est appelé par l'équipe de Russie pour jouer le championnat du monde des moins de 18 ans. Durant ce tournoi où Kovaltchouk réalise 5 points en 6 parties, son équipe s'incline en finale face à la Finlande et repart avec la médaille d'argent.
Il est repêché par les Screaming Eagles du Cap-Breton de la Ligue de hockey junior majeur du Québec (LHJMQ) en 10e position lors de la repêchage européen de la Ligue canadienne de hockey. Il préfère finalement rester avec le Spartak Moscou pour la saison 2000-2001 plutôt que de rejoindre les Screaming Eagles.
Pour sa deuxième saison, il obtient un plus grand rôle avec le Spartak et est un des joueurs clés de l'équipe durant la saison en amassant 46 points, dont 28 buts, en 40 parties. Il se démarque également lors de la phase finale en marquant 14 buts en 12 parties et aide le Spartak à être promu en Superliga, le championnat élite du pays, pour la prochaine saison. Sur la scène internationale, il a pris part au championnat du monde junior, qui se solde par un septième place, puis le championnat du monde des moins de 18 ans. Pour cette édition, il se démarque grandement en étant le meilleur marqueur du tournoi avec 15 points, dont 11 buts, et mène la Russie à la médaille d'or après avoir vaincu la Suisse en finale.

### Thrashers d'Atlanta

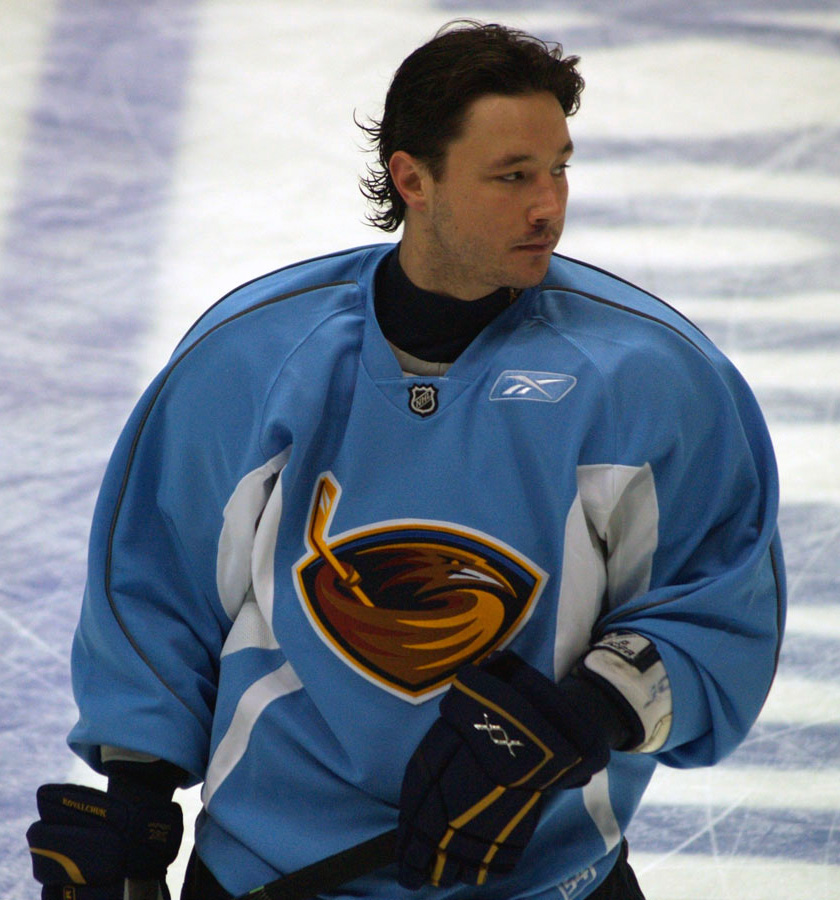
Kovaltchouk avec les Thrashers en février 2006.

Il est sélectionné au premier rang par les Thrashers d'Atlanta lors du repêchage d'entrée dans la LNH 2001. Il est le premier joueur russe à être choisi en premier lors d'un repêchage de la LNH.
Il fait ses débuts dans la LNH avec les Thrashers lors du premier match de la saison 2001-2002. Il marque son premier but le 6 octobre, à son deuxième match, contre les Bruins de Boston face au gardien de but Byron Dafoe. Il est mis en avant en février 2002 en participant au 52e Match des étoiles de la ligue dans le match des recrues ; il est la sensation de la rencontre en inscrivant 7 points, dont 6 buts. Le 10 mars contre les Islanders de New York, il subit toutefois une blessure à l'épaule qui met fin à sa saison. Il termine la saison avec 29 buts et 22 assistances pour 51 points, le tout en 65 parties, et est le deuxième pointeur des Thrashers derrière Dany Heatley, une autre recrue de l'équipe, qui compte 67 points. Les deux joueurs d’Atlanta sont également les deux meilleurs pointeurs-recrues de la ligue cette saison. Avec Kristian Huselius des Panthers de la Floride, ils sont tous les trois en concurrence pour le trophée Calder de la meilleure recrue de la saison qui est finalement remporté par Heatley alors que Kovaltchouk est deuxième. Les deux joueurs sont également sélectionnés dans l’équipe des recrues de la saison. Cependant, l’équipe ne compte que 19 victoires et manque les séries éliminatoires de la Coupe Stanley.
La saison suivante, il marque le premier tour du chapeau de sa carrière le 6 décembre face aux Capitals de Washington. En 81 parties cette saison, il compte 38 buts et 67 points, et termine au troisième rang des pointeurs de l'équipe derrière Heatley et son compatriote Viatcheslav Kozlov.
Il monte d'un cran lors de la saison 2003-2004 en étant le meilleur buteur, passeur et pointeur de l'équipe lors de la saison avec 41 buts, 46 assistances et 87 points. Durant la saison, il prend part au 54e Match des étoiles et compte un but. Il est le deuxième meilleur pointeur de la ligue derrière Martin Saint-Louis du Lightning de Tampa Bay, qui compte sept points de plus, mais les 41 buts de Kovaltchouk le place au premier rang à ce chapitre avec deux autres joueurs, Rick Nash des Blue Jackets de Columbus et Jarome Iginla des Flames de Calgary, et ils remportent à trois le trophée Maurice-Richard du meilleur buteur de la saison régulière. Le Russe est sélectionné dans la seconde équipe d’étoiles de la LNH en fin de saison.
Durant la saison 2004-2005, annulée à cause d'un lock-out, il retourne en Russie et rejoint les rangs du Ak Bars Kazan en Superliga. Avec 41 points, il est le deuxième pointeur de l'équipe derrière Alekseï Morozov qui en compte 5 de plus. Son équipe se qualifie aux séries éliminatoires, mais perdent au premier tour face au Lokomotiv Iaroslavl.
La LNH reprend ses activités lors de la saison 2005-2006, mais Kovaltchouk manque le début de la saison à cause d'une dispute contractuelle et joue dans la Superliga avec le Khimik Moskovskaïa Oblast en attendant une nouvelle entente. Les deux parties s'entendent finalement le 8 octobre sur un contrat de 5 ans pour 32 millions de dollars. Avec 52 buts et 98 points, il est le meilleur buteur et pointeur des Thrashers. Au niveau de la ligue, il est au troisième rang des buteurs derrière Jonathan Cheechoo et Jaromír Jágr, et figure dans le top 10 des pointeurs de la ligue en étant huitième.
Sa production offensive diminue lors de la saison suivante ; il inscrit 42 buts et 34 assistances pour 76 points et est le troisième pointeur de l'équipe derrière Marián Hossa et Viatcheslav Kozlov. Malgré tout, les Thrashers terminent au premier rang de leur division et participe aux séries éliminatoires pour la première fois de leur histoire. Ils sont toutefois balayés en quatre parties par les Rangers de New York au premier tour. Kovaltchouk a compté un but et une assistance durant ces séries.
En 2007-2008, il dépasse une nouvelle fois la barre des 50 buts en terminant la saison avec 52 et termine au deuxième rang de la ligue derrière son compatriote Aleksandr Ovetchkine qui en compte 65. Il prend part à son deuxième Match des étoiles, qui a lieu à Atlanta.
Le 11 janvier 2009, il est nommé capitaine des Thrashers, poste laissé vacant pendant la première moitié de la saison à la suite du départ de Bobby Holík durant l'été 2008. Malgré les insuccès des Thrashers, il figure une fois de plus parmi les meneurs de la ligue, en étant quatrième en termes de buts (43) et sixième sur les points (91).

### Devils du New Jersey

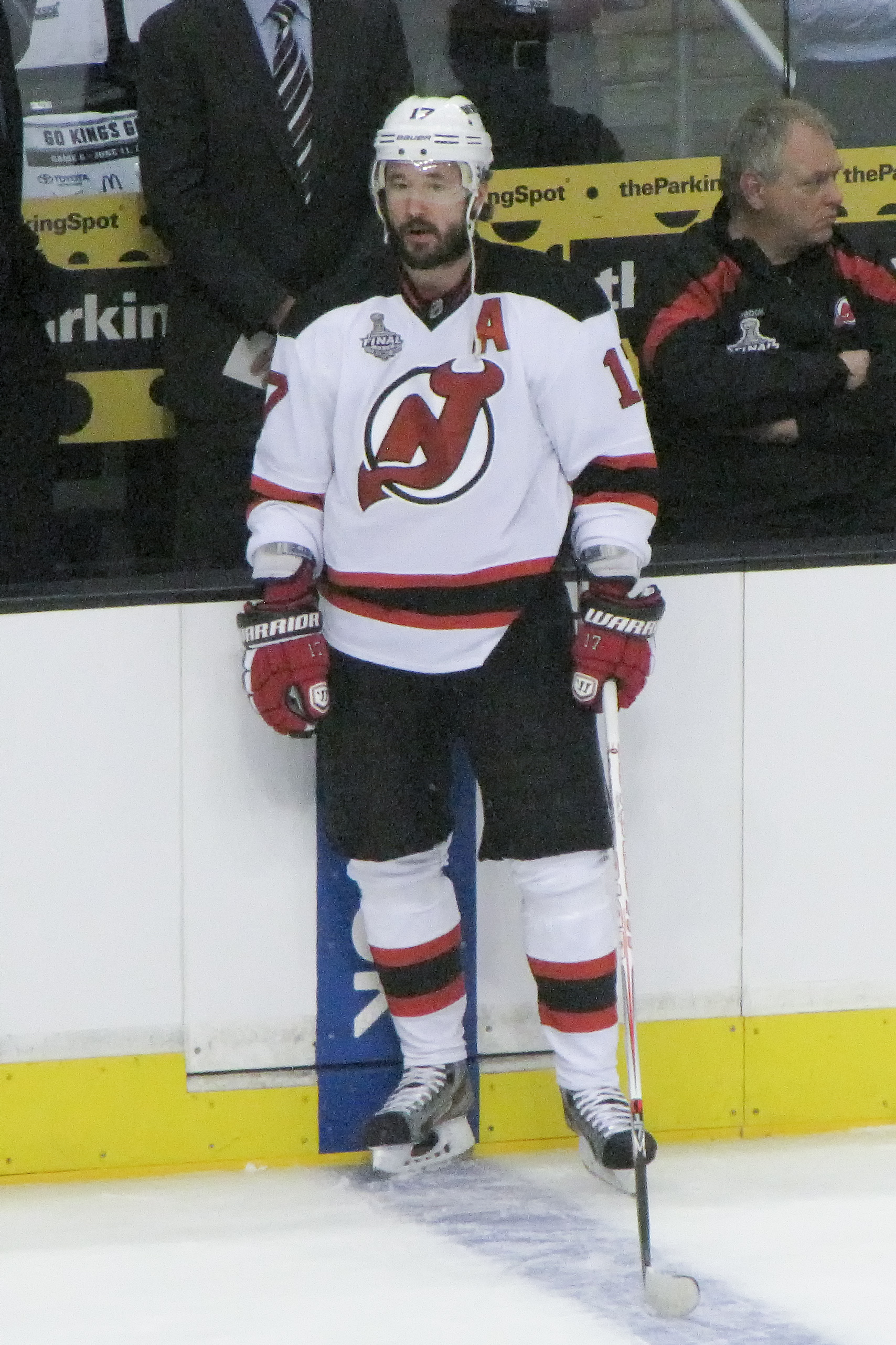
Kovaltchouk avec les Devils en juin 2012, lors de la finale de la Coupe Stanley.

Alors qu'il entame la dernière année de son contrat, Kovaltchouk et les Thrashers n'arrivent pas à s'entendre sur un nouveau contrat. L'équipe lui a soumis une offre de 12 ans pour 101 millions de dollars, ainsi que 7 ans pour 70 millions de dollars, qui ont été refusés par Kovaltchouk. Les Thrashers ne voulant pas risquer de le perdre sur le marché des agents libres, il est échangé le 4 février 2010 aux Devils du New Jersey avec Anssi Salmela et un choix de deuxième tour au repêchage de 2010 en retour de Johnny Oduya, Niclas Bergfors, Patrice Cormier ainsi que des choix de premier et deuxième tours pour 2010. Il quitte les Thrashers en tant que meilleur buteur, passeur et pointeur de l'histoire de l'équipe.
Le lendemain de l'échange, il fait ses débuts avec les Devils face aux Maple Leafs de Toronto et réalise deux assistances dans la victoire de son équipe. Avec sa nouvelle équipe, il réalise 27 points en autant de parties. Il termine la saison avec un cumul de 41 buts et 44 assistances pour 85 points avec les Thrashers et les Devils. Les Devils sont qualifiés avec la première place de leur division, mais sont éliminées en cinq parties par les Flyers de Philadelphie. Kovaltchouk est le meilleur pointeur des Devils durant ces séries avec 6 points.
Devenu agent libre le 1er juillet 2010, il choisit de rester avec les Devils le 19 juillet en signant un contrat de 102 millions de dollars d'une durée de 17 ans et il s'agit ainsi du plus long contrat de l'histoire de la LNH. Cependant le lendemain de cette signature, la LNH rejette cette entente, car elle contourne les règlements de la ligue sur le plafond salarial.
Plus d'un mois et demi après avoir tenté de faire valider un premier projet de contrat, la LNH et l'Association des joueurs de la LNH ont conclu le 4 septembre une entente verbale menant à l'approbation d'un contrat de 100 millions de dollars pour 15 ans pour Kovaltchouk. Les Devils reçoivent toutefois des sanctions dues au contrat initial accordé à Kovaltchouk : ils reçoivent une amende de trois millions de dollars, perdent un choix de troisième tour pour le repêchage de 2011 et un choix de premier tour dans une des quatre prochaines années. Finalement, le 6 mars 2014, la LNH réduit les sanctions contre les Devils en diminuant de moitié leur amende et en leur donnant le 30e choix au repêchage plutôt que de leur priver un choix de premier tour.
Le 11 juillet 2013, il annonce son retrait de la Ligue nationale de hockey.
Après cinq saisons passées dans la KHL, il déclare son désir de revenir dans la LNH. Le 23 juin 2018, il s'entend pour trois ans avec les Kings de Los Angeles.
Le 17 décembre 2019, il n'est pas réclamé au ballottage et son contrat est racheté par les Kings. Il devient alors joueur autonome sans compensation.

### Canadiens de Montréal
Le 3 janvier 2020, il signe un contrat d'un an d'une valeur de 700 000 dollars avec les Canadiens de Montréal.

### Retour en KHL
Il retourne en KHL pour la saison 2020-2021 sous les couleurs de l’Avangard Omsk. Il remporte la Coupe Gagarine avec ce club puis rompt son contrat le 30 avril 2021.
Le 5 décembre 2023, il signe avec le Spartak Moscou jusqu’à la fin de la saison.

### Carrière internationale

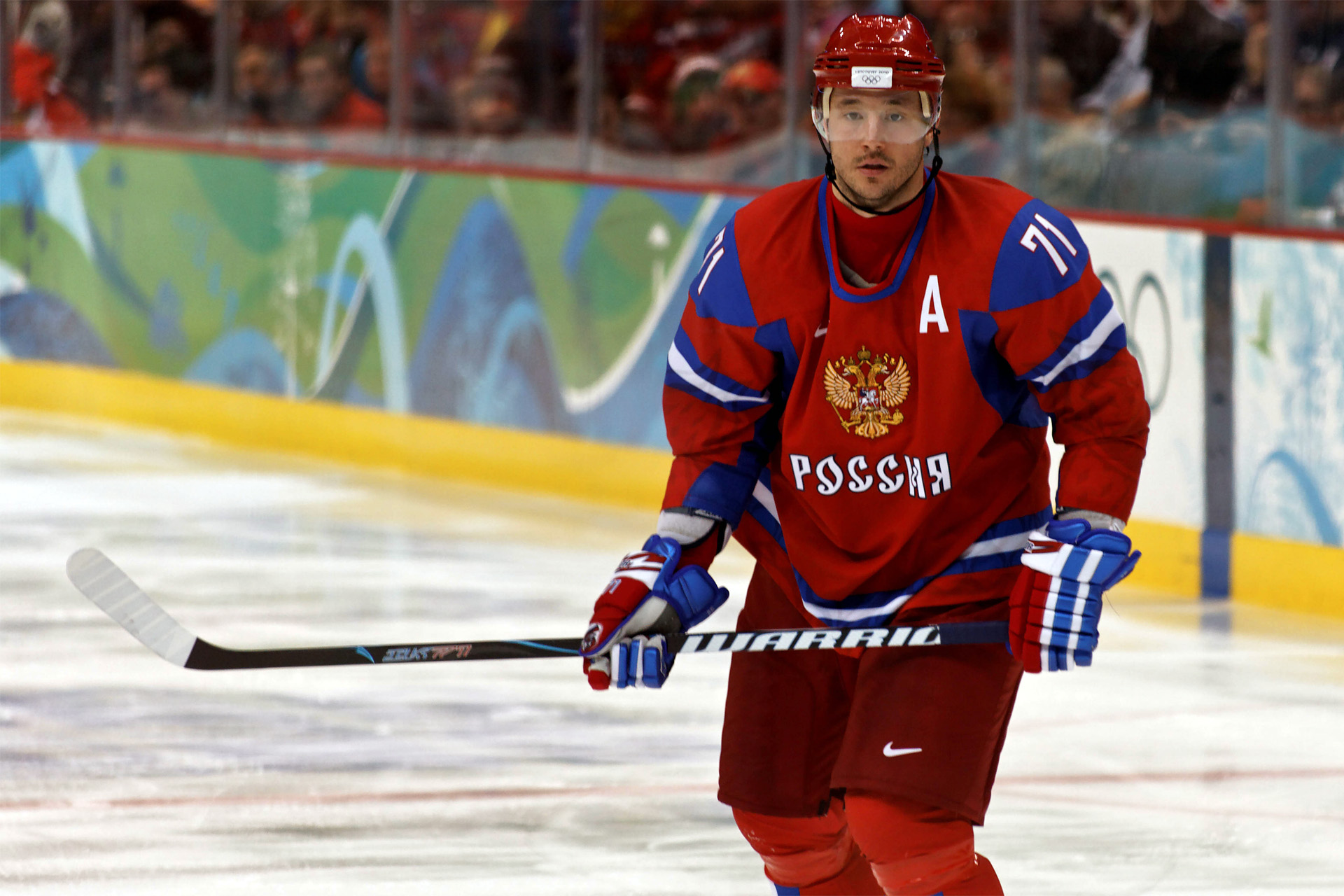
Kovaltchouk lors des Jeux olympiques de 2010.

Kovaltchouk a régulièrement représenté la Russie lors des tournois internationaux tels les championnats du monde, les coupes du monde ou encore les Jeux olympiques d'hiver. Il a notamment, lors de la finale du championnat du monde 2008 opposant la Russie au Canada, marqué le but égalisateur à quelques minutes de la fin du temps réglementaire avant de donner la victoire en prolongation à son pays lors d'une supériorité numérique.
De 2002 à 2018, a disputé 5 Jeux olympiques (2002, 2006, 2010, 2014 et 2018) et 10 championnats du monde (2003, 2004, 2005, 2007, 2008, 2009, 2010, 2011, 2013 et 2015), remportant deux titres mondiaux, en 2008 et 2009, et un titre olympique (2018).

## Statistiques

### En club
| Saison     | Équipe                    | Ligue         |     | Saison régulière | Saison régulière | Saison régulière | Saison régulière | Saison régulière |    | Séries éliminatoires | Séries éliminatoires | Séries éliminatoires | Séries éliminatoires | Séries éliminatoires |
| Saison     | Équipe                    | Ligue         | PJ  | B                | A                | Pts              | Pun              | PJ               | B  | A                    | Pts                  | Pun                  |                      |                      |
| 1999-2000  | HK Spartak Moscou         | Vyschaïa Liga | 49  | 12               | 5                | 17               | 75               | -                | -  | -                    | -                    | -                    |                      |                      |
| 1999-2000  | HK Spartak Moscou-2       | Pervaïa Liga  | 2   | 2                | 1                | 3                | 14               | -                | -  | -                    | -                    | -                    |                      |                      |
| 2000-2001  | HK Spartak Moscou         | Vyschaïa Liga | 40  | 28               | 18               | 46               | 78               | 12               | 14 | 4                    | 18                   | 38                   |                      |                      |
| 2001-2002  | Thrashers d'Atlanta       | LNH           | 65  | 29               | 22               | 51               | 28               | -                | -  | -                    | -                    | -                    |                      |                      |
| 2002-2003  | Thrashers d'Atlanta       | LNH           | 81  | 38               | 29               | 67               | 57               | -                | -  | -                    | -                    | -                    |                      |                      |
| 2003-2004  | Thrashers d'Atlanta       | LNH           | 81  | 41               | 46               | 87               | 63               | -                | -  | -                    | -                    | -                    |                      |                      |
| 2004-2005  | Ak Bars Kazan             | Superliga     | 53  | 19               | 22               | 41               | 70               | 4                | 0  | 1                    | 1                    | 0                    |                      |                      |
| 2005-2006  | Khimik Moskovskaïa Oblast | Superliga     | 11  | 8                | 5                | 13               | 24               | -                | -  | -                    | -                    | -                    |                      |                      |
| 2005-2006  | Thrashers d'Atlanta       | LNH           | 78  | 52               | 46               | 98               | 68               | -                | -  | -                    | -                    | -                    |                      |                      |
| 2006-2007  | Thrashers d'Atlanta       | LNH           | 82  | 42               | 34               | 76               | 66               | 4                | 1  | 1                    | 2                    | 19                   |                      |                      |
| 2007-2008  | Thrashers d'Atlanta       | LNH           | 79  | 52               | 35               | 87               | 52               | -                | -  | -                    | -                    | -                    |                      |                      |
| 2008-2009  | Thrashers d'Atlanta       | LNH           | 79  | 43               | 48               | 91               | 50               | -                | -  | -                    | -                    | -                    |                      |                      |
| 2009-2010  | Thrashers d'Atlanta       | LNH           | 49  | 31               | 27               | 58               | 45               | -                | -  | -                    | -                    | -                    |                      |                      |
| 2009-2010  | Devils du New Jersey      | LNH           | 27  | 10               | 17               | 27               | 8                | 5                | 2  | 4                    | 6                    | 6                    |                      |                      |
| 2010-2011  | Devils du New Jersey      | LNH           | 81  | 31               | 29               | 60               | 28               | -                | -  | -                    | -                    | -                    |                      |                      |
| 2011-2012  | Devils du New Jersey      | LNH           | 77  | 37               | 46               | 83               | 33               | 23               | 8  | 11                   | 19                   | 6                    |                      |                      |
| 2012-2013  | SKA Saint-Pétersbourg     | KHL           | 36  | 18               | 24               | 42               | 12               | -                | -  | -                    | -                    | -                    |                      |                      |
| 2012-2013  | Devils du New Jersey      | LNH           | 37  | 11               | 20               | 31               | 18               | -                | -  | -                    | -                    | -                    |                      |                      |
| 2013-2014  | SKA Saint-Pétersbourg     | KHL           | 45  | 16               | 24               | 40               | 38               | 10               | 3  | 2                    | 5                    | 31                   |                      |                      |
| 2014-2015  | SKA Saint-Pétersbourg     | KHL           | 54  | 25               | 30               | 55               | 69               | 22               | 8  | 11                   | 19                   | 12                   |                      |                      |
| 2015-2016  | SKA Saint-Pétersbourg     | KHL           | 50  | 16               | 33               | 49               | 24               | 4                | 0  | 0                    | 0                    | 2                    |                      |                      |
| 2016-2017  | SKA Saint-Pétersbourg     | KHL           | 60  | 32               | 46               | 78               | 47               | 18               | 6  | 3                    | 9                    | 35                   |                      |                      |
| 2017-2018  | SKA Saint-Pétersbourg     | KHL           | 53  | 31               | 32               | 63               | 26               | 15               | 6  | 4                    | 10                   | 12                   |                      |                      |
| 2018-2019  | Kings de Los Angeles      | LNH           | 64  | 16               | 18               | 34               | 10               | -                | -  | -                    | -                    | -                    |                      |                      |
| 2019-2020  | Canadiens de Montréal     | LNH           | 39  | 9                | 13               | 22               | 14               | -                | -  | -                    | -                    | -                    |                      |                      |
| 2019-2020  | Capitals de Washington    | LNH           | 7   | 1                | 3                | 4                | 4                | 8                | 0  | 1                    | 1                    | 2                    |                      |                      |
| 2020-2021  | Avangard Omsk             | KHL           | 16  | 5                | 12               | 17               | 16               | 24               | 4  | 5                    | 9                    | 31                   |                      |                      |
| 2023-2024  | HK Spartak Moscou         | KHL           | 20  | 4                | 4                | 8                | 2                | 5                | 0  | 0                    | 0                    | 2                    |                      |                      |
| Totaux LNH | Totaux LNH                | Totaux LNH    | 926 | 443              | 433              | 876              | 544              | 40               | 11 | 17                   | 28                   | 33                   |                      |                      |

### En équipe nationale
| Année | Équipe     | Évènement                    |    | PJ | B  | A  | Pts | Pun | +/-                        |  | Résultat |
| 2000  | Russie U18 | Championnat du monde -18 ans | 6  | 2  | 3  | 5  | 6   | +6  | Médaille d'argent          |  |          |
| 2001  | Russie U20 | Championnat du monde junior  | 7  | 4  | 2  | 6  | 37  | 0   | 7e place                   |  |          |
| 2001  | Russie U18 | Championnat du monde -18 ans | 6  | 11 | 4  | 15 | 26  | +12 | Médaille d'or              |  |          |
| 2002  | Russie     | Jeux olympiques d'hiver      | 6  | 1  | 2  | 3  | 14  | -1  | Médaille de bronze         |  |          |
| 2003  | Russie     | Championnat du monde         | 7  | 4  | 0  | 4  | 6   | +2  | 7e place                   |  |          |
| 2004  | Russie     | Coupe du monde               | 4  | 1  | 0  | 1  | 4   | -4  | Défaite en quart de finale |  |          |
| 2004  | Russie     | Championnat du monde         | 6  | 3  | 1  | 4  | 6   | 0   | 10e place                  |  |          |
| 2005  | Russie     | Championnat du monde         | 9  | 3  | 3  | 6  | 4   | 0   | Médaille de bronze         |  |          |
| 2006  | Russie     | Jeux olympiques d'hiver      | 8  | 4  | 1  | 5  | 31  | +3  | 4e place                   |  |          |
| 2007  | Russie     | Championnat du monde         | 9  | 2  | 5  | 7  | 10  | +4  | Médaille de bronze         |  |          |
| 2008  | Russie     | Championnat du monde         | 8  | 2  | 6  | 8  | 52  | -1  | Médaille d'or              |  |          |
| 2009  | Russie     | Championnat du monde         | 9  | 5  | 9  | 14 | 4   | +8  | Médaille d'or              |  |          |
| 2010  | Russie     | Jeux olympiques d'hiver      | 4  | 1  | 2  | 3  | 0   | +1  | 6e place                   |  |          |
| 2010  | Russie     | Championnat du monde         | 9  | 2  | 10 | 12 | 2   | +8  | Médaille d'argent          |  |          |
| 2011  | Russie     | Championnat du monde         | 9  | 3  | 5  | 8  | 6   | -1  | 4e place                   |  |          |
| 2013  | Russie     | Championnat du monde         | 8  | 8  | 5  | 13 | 29  | +5  | 6e place                   |  |          |
| 2014  | Russie     | Jeux olympiques d'hiver      | 5  | 3  | 0  | 3  | 2   | +3  | 5e place                   |  |          |
| 2015  | Russie     | Championnat du monde         | 10 | 2  | 3  | 5  | 2   | 0   | Médaille d'argent          |  |          |
| 2018  | OAR        | Jeux olympiques d'hiver      | 6  | 5  | 2  | 7  | 4   | +5  | Médaille d'or              |  |          |
| 2019  | Russie     | Championnat du monde         | 10 | 2  | 3  | 5  | 4   | +3  | Médaille de bronze         |  |          |

## Trophées et honneurs personnels

### Jeux olympiques
- 2002 : médaille de bronze
- 2018 : médaille d’or et MVP du tournoi

### Championnat du monde
- 2008 : médaille d’or
- 2009 : médaille d’or et MVP du tournoi
- 2010 : médaille d’argent, meilleur pointeur et meilleur passeur du tournoi

### Ligue nationale de hockey
- 2004 : trophée Maurice-Richard avec Jarome Iginla et Rick Nash

### Ligue continentale de hockey
- 2013 : participe au 5e Match des étoiles avec la conférence Ouest
- 2014 : participe au 6e Match des étoiles
- 2015 : participe au 7e Match des étoiles
- 2015 : Vainqueur de la Coupe Gagarine avec le SKA Saint-Pétersbourg
- 2017 : Vainqueur de la Coupe Gagarine avec le SKA Saint-Pétersbourg
- 2021 : Vainqueur de la Coupe Gagarine avec Avangard Omsk